# انهزامية

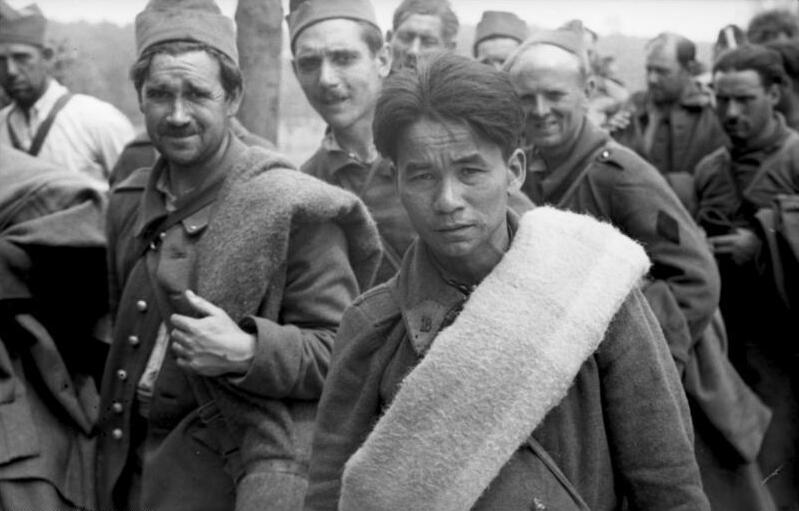

هي الشخصية التي تعاني من ضعف في العزيمة، ولا تخطط وتتحدث أكثر مما تفعل، وتكون قليلة الفعل كثيرة الكلام كثيرة الشكوى ضد الظروف، وتنحني أمام أبسط العواصف، وتعاني من تسلط أسري في مرحلة الطفولة وقهر في البيت وخضوع للغير في كل نواحي الحياة.
الشخصية الانهزامية هي شخصية لا تهزم إلا نفسها، تبحث وتجد في البحث بهمة وحماس لكي توقع نفسها في الخطأ لتأسى على حالها ونفسها وتشفق على ذاتها، وتستدرج الناس لكى يسيئوا إليها أو يلعنوها وكأنها تتلذذ بالهزيمة والمهانة ثم تعود وتبكى وتشكوا قسوة الناس وعدم تحملهم لأخطائها البسيطة غير المقصودة، تضغط على الناس بشدة أو تحرجهم أو تطالبهم بما هو فوق طاقتهم ويستمر في مضايقتهم حتى ينفجروا فيها، وبذلك تحقق هذه الشخصية بغيتها في إيقاع الناس في خطأ عدم سيطرتهم على انفعالاتهم الغاضبة، ويهمها في النهاية أن تعمق احساس الآخرين بالذنب لخطئهم في حقها، بينما الحقيقة أنها هي التي تدفعهم دفعاً وبإصرار للصراخ فيها.
ومنبع هذا السلوك هو عدم ثقتها بنفسها وعدم تيقنها من حب الآخرين لها واهتمامهم وترحيبهم بوجودها بينهم، ولذا فهي تضغط علهيم لتكتشف مدى تحملهم وتقبلهم لها.